# Wilhelm Filchner
Wilhelm Filchner, född 13 september 1877, död 7 maj 1957, var en tysk forskningsresande.
Filchner red över Pamir 1900, och ledde 1903-1905 en expedition från Xining till östra Tibet och 1911-1912 den 2:a tyska sydpolarexpeditionen till Weddellhavet samt upptäckte Prins Luitpold-land, en fortsättning på Coats land. 1926-1928 företog han en ny expedition till Centralasien från Kuldja till Xining och genom östra Tibet till Leh. Bland Filchners arbeten märks Wissenschaftliche Ergebnisse der Expedition Filchner nach China und Tibet (11 band och 6 kartbilagor 1906-1914), Zum sechsten Erdteil (1922), Hui-Hiu, Asiens Islamkämpfe (1928) och Om mani padme hum. Meine China- und Tibet-Expedition 1925-1928 (1929)
Filchner shelfisen som täcker delar av Weddellhavet är uppkallad efter honom.

## Fotnoter
1. 1 2  Encyclopædia Britannica, Encyclopædia Britannica Online-ID: biography/Wilhelm-Filchnertopic/Britannica-Online, läst: 9 oktober 2017.[källa från Wikidata]
2. 1 2  SNAC, SNAC Ark-ID: w6r63zsr, läs online, läst: 9 oktober 2017.[källa från Wikidata]
3. ↑  Brockhaus Enzyklopädie, Brockhaus Enzyklopädie-ID: filchner-wilhelm.[källa från Wikidata]
4. 1 2 3  Aleksandr M. Prochorov (red.), ”Фильхнер Вильгельм”, Большая советская энциклопедия : [в 30 т.], tredje utgåvan, Stora ryska encyklopedin, 1969, läst: 28 september 2015.[källa från Wikidata]
5. ↑  Gemeinsame Normdatei, läst: 24 juni 2015.[källa från Wikidata]